# 六棱箱鲀
六棱箱鲀（学名：Aracana rosapinto）为六棱箱鲀科六棱箱鲀属的鱼类，俗名桃鱼。分布于非洲东岸的德拉果阿海湾以及中国南海等海域。肛门前方具一腹皮褶。

## 棲息地
熱帶底棲